# Fodor (keresztnév)
A Fodor régi magyar személynév, jelentése: göndör hajú.
A Családnevek enciklopédiája szerint a szó eredete két név egybeeséséig vezethető vissza. Az egyik ismeretlen eredetű 'göndör, dúsan ráncolt' jelentésű magyar fodor melléknév, a másik a görög eredetű 'Isten adománya' jelentésű Feodorosz keresztnév. Ez két úton jutott a magyar nyelvbe. Az egyik a latin Theodorus (Tódor) A másik pedig a görög Feodor alak. Ennek az -eo- magánhangzó-találkozását (hiátusát) a magyar nyelv az e kivetésével föloldotta, s így Fodor alak keletkezett.
Különösebb jelentéssel nem bír, már az 1200-as években is használatos volt. 

## Gyakorisága
Az 1990-es években szórványos név, a 2000-es években nem szerepel a 100 leggyakoribb férfinév között.

## Névnapok
- augusztus 1.[2]
- szeptember 2.[2]
- október 4.[2]
- október 25.[2]

## Híres Fodorok
„Fodor” utónevű személyek szócikkeinek listája a Wikidata alapján